# Hegel (Rebsorte)

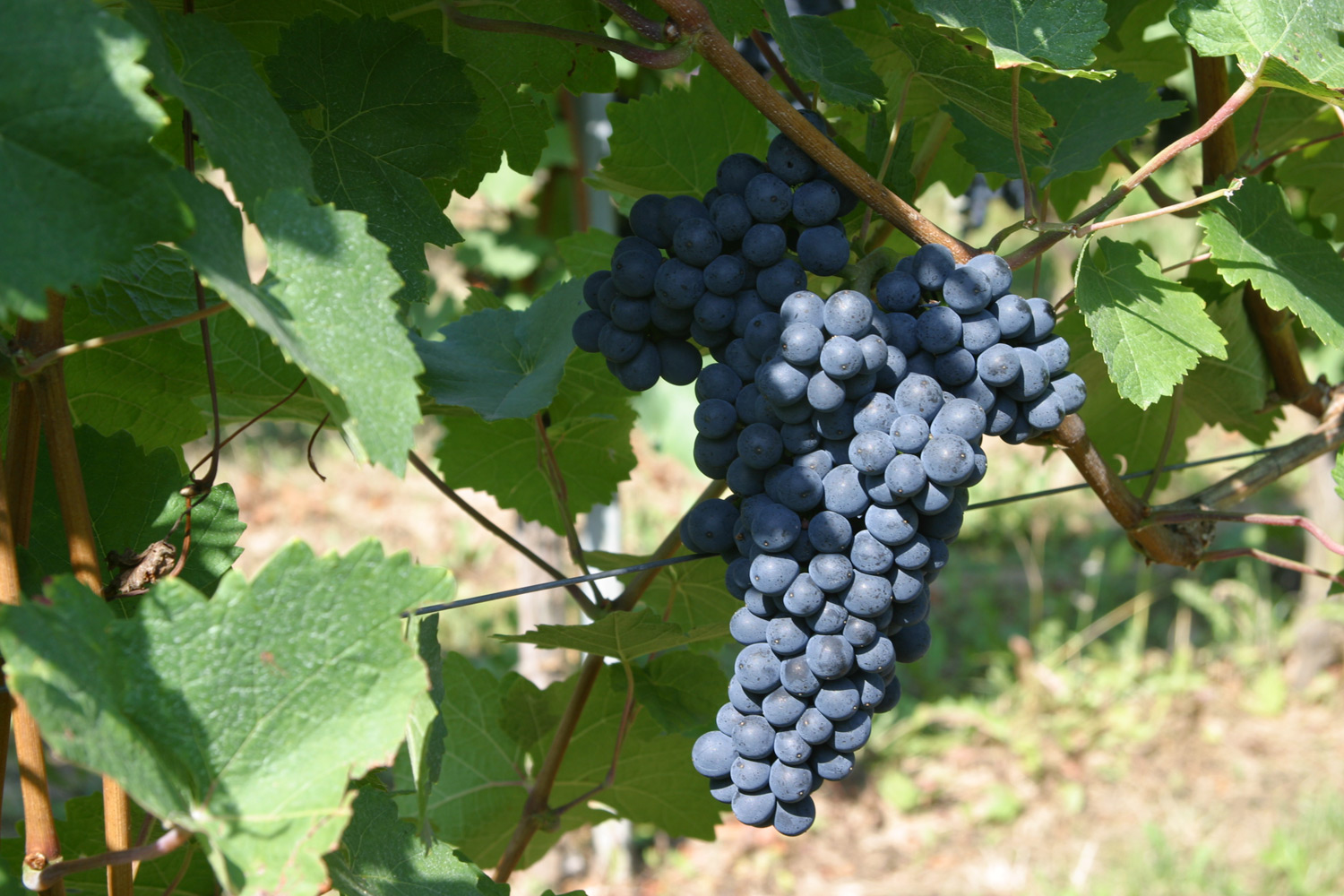
Blätter und Trauben der Rebsorte Hegel

Hegel ist eine an der Staatlichen Lehr- und Versuchsanstalt für Wein- und Obstbau Weinsberg gezüchtete Rotweinsorte. Sie entstand 1955 durch Kreuzung von Helfensteiner und Heroldrebe  an der Staatlichen Lehr- und Versuchsanstalt für Wein- und Obstbau in Weinsberg. Der Sortenschutz der Neuzüchtung wurde 1994 erteilt. Züchter der Rebsorte ist August Herold, der auch als Züchter der Rebsorten Kerner (1929), Heroldrebe (1929) und Dornfelder (1955) gilt. Die Rebsorte Hegel wurde dem Philosophen Georg Wilhelm Friedrich Hegel gewidmet.
Im Jahr 2007 gab es in Deutschland eine bestockte Rebfläche von 10 Hektar, nachdem im Jahr 2001 noch 12 Hektar erhoben wurden. Kleinere Anbauflächen sind auch in Belgien bekannt. Als Standort für die Rebe sind Spätburgunder-Lagen geeignet. Der Wein ist vollmundig und feinfruchtig.
Zuchtnummer: We S 342 oder Weinsberg S 342
Abstammung: die Rebe ist eine Kreuzung aus den Rebsorten Helfensteiner x Heroldrebe.

## Verbreitung
Die Rebflächen in Deutschland verteilten sich im Jahr 2007 wie folgt auf die einzelnen Anbaugebiete:
| Weinbaugebiet           | Rebfläche (Hektar) |
| ----------------------- | ------------------ |
| Ahr                     | 1                  |
| Baden                   | -                  |
| Franken                 | -                  |
| Hessische Bergstraße    | -                  |
| Mittelrhein             | -                  |
| Mosel                   | -                  |
| Nahe                    | unter 0,5          |
| Pfalz                   | -                  |
| Rheingau                | -                  |
| Rheinhessen             | 1                  |
| Saale-Unstrut           | -                  |
| Sachsen                 | -                  |
| Stargarder Land         | -                  |
| Württemberg             | 8                  |
| Gesamt Deutschland 2007 | 10                 |

Quelle: Rebflächenstatistik vom 13. März 2008, Statistisches Bundesamt, Wiesbaden 2008 in Beschreibende Sortenliste des Bundessortenamtes 2008, Seite 198ff.